# Robert Themptander
Oscar Robert Themptander (14 tháng 2 năm 1844 – 30 tháng 1 năm 1897) là chính trị gia và công chức người Thụy Điển, ông là Thủ tướng Thụy Điển từ năm 1884 đến năm 1888 trong thời gian trị vì của vua Oscar II, và Thống đốc Địa hạt Stockholm từ năm 1888 đến năm 1896. Ông còn là Bộ trưởng Tài chính.